# Tomicodon rhabdotus
Tomicodon rhabdotus är en fiskart som beskrevs av Smith-vaniz, 1969. Tomicodon rhabdotus ingår i släktet Tomicodon och familjen dubbelsugarfiskar. IUCN kategoriserar arten globalt som livskraftig. Inga underarter finns listade i Catalogue of Life.